# Igor Orešič
Igor Orešič, slovenski arhitekt, pianist, slikar in mozaicist * 6. februar 1943, Ruše, Slovenija.

## Življenje in delo
Po končani Klasični gimnaziji v Mariboru je leta 1966 diplomiral na Akademiji za glasbo Univerze v Ljubljani, na oddelku klavir pri prof. Šivicu in v naslednjem letu 1967 na Fakulteti za arhitekturo FAGG v Ljubljani pri prof. Mihevcu. 
Po diplomi se je zaposlil v podjetju Projekt Maribor, nato na Zavodu za urbanizem Maribor. Pet let je delal v New Yorku, kjer je dobil franšizo za izdelovanje zimskih vrtov “Four seasons”. S tem se je po vrnitvi ukvarjal vrsto let.
Prišlo je obdobje umetniškega ustvarjanja, slikanja in izdelovanja mozaikov. Leta 2015 je izdelal največji talni mozaik v Hiši stare trte v Mariboru. Leta 1989 je v New Yorku izvedel prvo digitalno razstavo umetnin na svetu “Fax drawings New York - Maribor exchange“. Umetniki iz New Yorka in Maribora so ob istem času preko telefaksa izvedli izmenjavo grafik.
Leta 2017 in 2018 je organiziral udeležbo slovenskih delegacij umetnikov na SALON DES BEAUX ARTS v Parizu. V letu 2015 je bil za izdelavo MOZAIKA STARI TRTI nominiran za podelitev Glazerjeve listine. V letu 2020 mu je SOCIETE ACADEMIQUE ARTS-SCIENCES-LETTRES v Parizu podelila srebrno medaljo za umetniško ustvarjanje.
Je oče dvema sinovoma, Mateju in Tomažu. Je član Evropskega reda vitezov vina. V zgodnejšem obdobju je bil kot jadralec več mandatov predsednik Brodarskega društva “Sidro” v Mariboru. 

### Delo

#### Arhitektura
Na Zavodu za urbanizem je kot načrtovalec izdelal vrsto zazidalnih načrtov, med njimi za Počehovo in Ribniško selo v Mariboru. Bil je eden od petih arhitektov v skupini, ki je zasnovala in izdelala projekte za stanovanjsko sosesko Maribor Jug. Izdelal je idejno zasnovo za območje Arene na vznožju Pohorja.
Oblikovanje notranje opreme: restavracija STIL, Café ARTE – oboje v Mariboru.

#### Glasba
Leta 1982 je kot pianist igral z orkestrom pod vodstvom dirigenta g. Simona Robinsona (L. w. Beethoven: Fantazija za klavir, zbor in orkester) Sodeluje na dobrodelnih koncertih v Sloveniji in Avstriji. Mariborčani ga poznajo kot pianista, ki je več let je ob sredah igral klavir na Poštni ulici v Mariboru.

#### Mozaiki
Prvi mozaiki so nastali v New Yorku. Po vrnitvi v Evropo se je dodatno izobraževal v Milanu. V Piranu in v Mariboru je vodil delavnice in tečaje izdelave mozaika.  
Mozaiki:
2001   Mozaik v Banki Koper, izpostava Lucija
2003   Mozaik v protokolarnem objektu Brdo pri Kranju
2012   Mozaik – Obeležje Maribor - evropska prestolnica kulture, Volkmerjev prehod
2015   Mozaik v Hiši stare trte

#### Slikarstvo
2015   kolonija in razstava Mombrison - Francija
2016   “SALON DES BEAUX ARTS” v Parizu – Carrousel du Louvre 
2017   “SALON DES BEAUX ARTS” v Parizu – Carrousel du Louvre  
2018   “ARTISTES DU MONDE“ v Cannesu 
2018   “SALON DES BEAUX ARTS” v Parizu – Carrousel du Louvre
2019   predstavitve slovenske delegacije umetnikov, ki so sodelovali na SALONU v Parizu v: Muzej Velenje, AS galerija v Ljubljani, Vetrinjski dvoru v Mariboru,  Miheličeva
Galerija na Ptuju